# Orchestre philharmonique de Boston
L'Orchestre philharmonique de Boston (à ne pas confondre avec l'Orchestre symphonique de Boston) est un orchestre semi-professionnel de Boston, Massachusetts. Il a été fondé en 1979.
Les concerts ont lieu  dans le Jordan Hall du Conservatoire de Nouvelle Angleterre et au Sanders Theatre de l'Université Harvard. Actuellement, l'orchestre est dirigé par Benjamin Zander,. Chaque concert est précédé d'une présentation qui explique les idées musicales et la structure des morceaux sur le point d'être exécutés.
La mission de l'orchestre est de rendre la musique classique disponible et accessible à tous .